# Mucenici

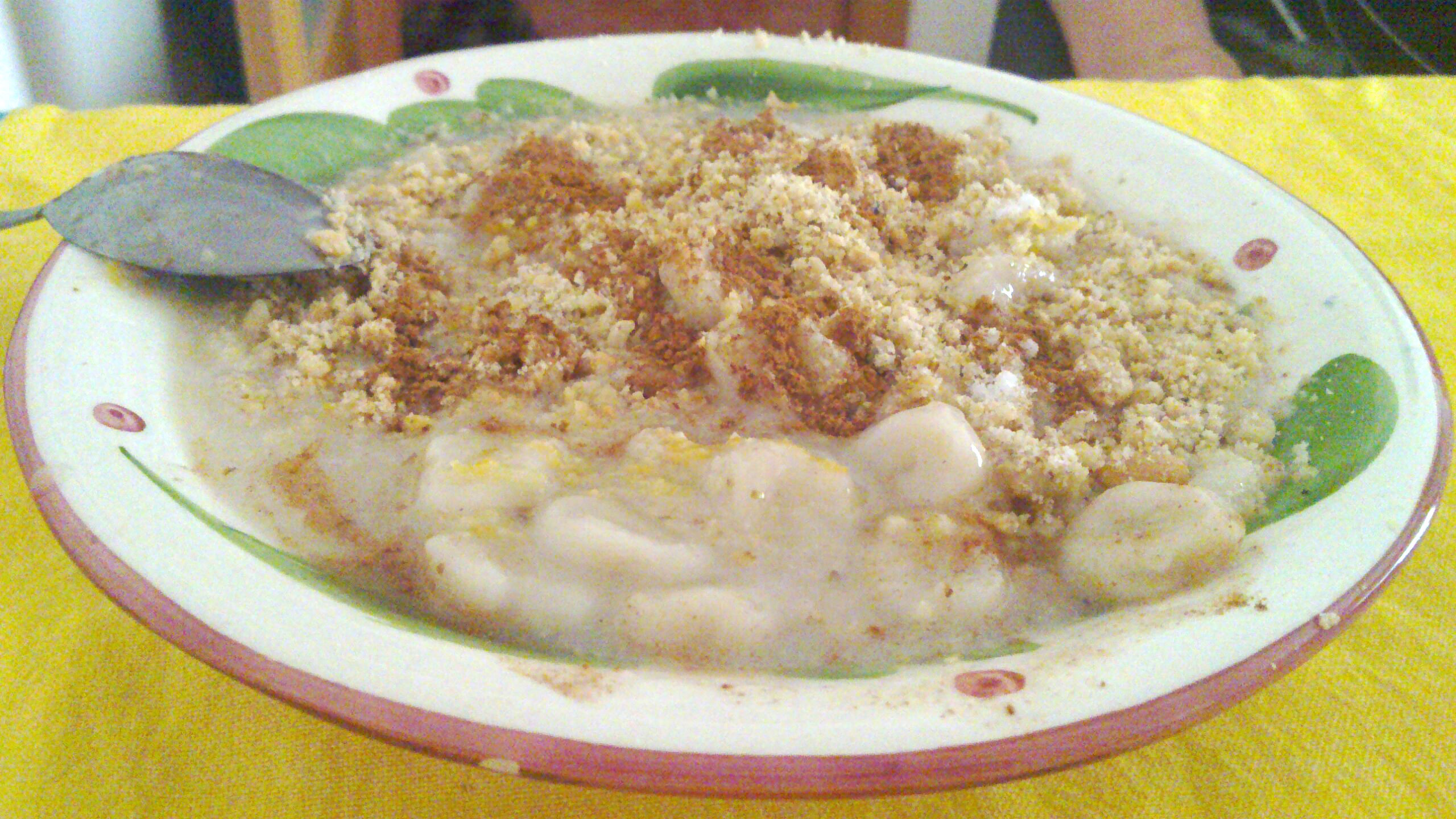
Mucenici cu nucă și scorțișoară

Sărbătoarea creștină a Sfinților 40 de Mucenici din Sebastia, prăznuită pe data de 9 martie, s-a suprapus peste începerea anului agricol tradițional dinaintea creștinării și a generat o sărbătoare tradițională din România și Republica Moldova: Mucenicii sau Măcinicii. În acea zi, se face curățenie mare în gospodării, incinerându-se gunoaiele strânse numai cu foc adus din casă, pentru a duce căldura din casă și afară. În credința populară a românilor, în ziua Sfinților Mucenici se încheie zilele babelor, zile capricioase ale îngemănării iernii cu primăvara, lăsând loc zilelor moșilor, zile calde. De aceea, în această zi se fac numeroase ritualuri de alungare a gerului, cum ar fi: lovirea pământului cu bâte sau maiuri, rostind descântece, pentru ca să iasă căldura și să alunge gerul, sau jocul copiilor peste foc. Este practic Anul Nou de primăvară, un ritual din calendarul popular românesc care are loc la echinocțiul de primăvară, însă fiind o reminiscență antică (ba chiar neolitică, cf. Ghinoiu), sărbătorirea sa a rămas stabilită în popor înainte de schimbarea calendarului iulian cu cel gregorian.

## Obiceiuri și credințe populare

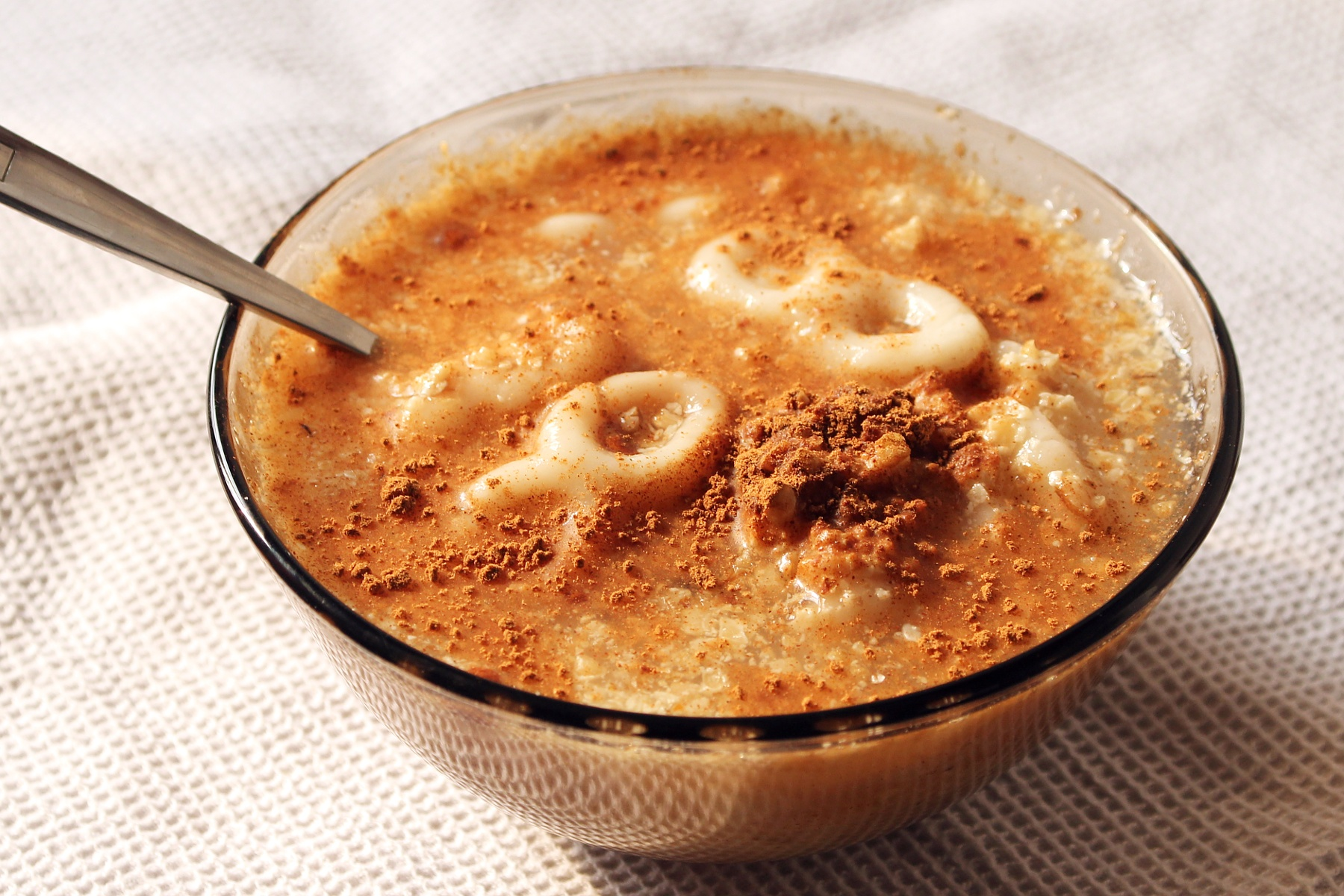
Mucenici Muntenești

În ziua Mucenicilor, în credința populară, se deschid mormintele și porțile Raiului, iar gospodinele fac, în cinstea sfinților, 40 de colaci numiți sfinți, mucenici sau brădoși. În mod tradițional, în timp ce femeile fac 40 de mucenici de sărbătoare, bărbații beau 40 de pahare de vin. Obiceiul beției rituale este mai ușor de înțeles în cheia că, în trecut, practic românii obișnuiți sărbătoreau Anul Nou; vinul băut în ziua respectivă transformându-se de-a lungul anului în sânge și putere de muncă.
În Moldova, mucenicii, numiți sfințișori, au forma cifrei 8, o stilizare a formei umane (în memoria mucenicilor), și sunt copți din aluat de cozonac (făină, ouă, lapte, zahăr și drojdie), apoi unși cu miere și nucă sau, mai nou, cu nucă de cocos. Forma lor 8 este un simbol al infinitului și al uniunii cu Cosmosul, în aliniere cu mitul deschiderii Porților Cerului. 
În Dobrogea, se păstrează aceeași formă antropomorfică, dar mucenicii sunt mai mici și sunt fierți în apă cu zahăr, cu scorțișoară și nucă, simbolizând lacul în care au fost aruncați Sfinții Mucenici. În Muntenia, pe lângă brădoșii obișnuiți, se face o Uitată pentru morți, un mucenic mai mare, în formă de om, cu nas, gură, urechi, dar orb, pe care copiii îl joacă în jurul focului și care este dedicat celor morți care pe timpul anului au fost uitați. Pomenirea morților în ziua de Mucenici este răspândită în toate regiunile etnografice românești.
În Gorj și Mehedinți, exista obiceiul aflării norocului, adică se prepara o turtă din făină de grâu în care se introducea o monedă de argint sau de aur. După copt, turta se tăia în bucăți identice, care apoi, odată împărțite membrilor familiei, cel care găsea moneda era considerată cel mai norocos din casă.
Un alt obicei al Mucenicilor/Anului Nou de primăvară era pornirea plugului, cu un colac în coarnele plugului sau ale boilor, iar alții se dădeau de pomană.
Obiceiurile zilei de 9 martie formează un scenariu ritualic specific venirii unui An Nou: pregătirea hranei rituale (Sfinți, mucenici, Brădoși), curățenia de primăvară, beția rituală atestată de tradiția populară, deschiderea mormintelor și porților Raiului pentru întoarcerea spiritelor printre cei vii, aprinderea focurilor în curți și grădini, în fața caselor și pe câmp, curățirea oamenilor și a vitelor prin stropirea cu apă sfințită, bătaia pământului pentru a alunga frigul și a scoate afară căldura, aflarea norocului în noul an prin prepararea mucenicilor, culesul mierii și tăiatul primelor vii. 

## În alte țări
Sărbătoarea Sfinților 40 de Mucenici din Sebastia este ținută în tot spațiul est-european (lumea ortodoxă), în general conform calendarului iulian, pe stil vechi, pe 22 martie. 
În Serbia și în Muntenegru, se consideră că, din moment ce toți martirii au fost tineri, poporul are tradiția ca tinerii soți (Mladencici) să primească oaspeți acasă, iar aceștia le aduc daruri și astfel îi ajută la începutul căsătoriei lor și în viața în comuniunea conjugală. În această zi, tinerele gospodine primesc oaspeții în casele lor și își arată abilitățile și dexteritatea ca gospodine. De remarcat aici că sărbătoarea de Mladencici cade mereu în post, pentru că Postul Mare începe de obicei la începutul sau la mijlocul lunii martie, și de aceea fiecare mâncare pregătită în această zi trebuie să fie de post, pentru sănătatea și progresul copiilor tânărului cuplu. 
În Macedonia de Nord, se crede că așa „cum este vremea astăzi, așa va fi toată primăvara”. Cel mai faimos este obiceiul de Čet'rse din Știp, care a fost declarat patrimoniu cultural semnificativ în Macedonia și este parte a bunurilor imateriale de pe lista reprezentativă a patrimoniului cultural protejat al umanității al UNESCO. 